# STS–30
Az STS–30 jelű küldetés az amerikai űrrepülőgép-program 29., az Atlantis űrrepülőgép 4. repülése.

## Jellemzői
A beépített kanadai Canadarm (RMS) manipulátor kart 50 méter kinyúlást biztosított (műholdak indítás/elfogása, külső munkák [kutatás, szerelések], hővédőpajzs külső ellenőrzése) a műszaki szolgálat teljesítéséhez.

### Első nap
1989. május 4-én a szilárd hajtóanyagú gyorsítórakéták, Solid Rocket Booster(SRB) segítségével Floridából, a Cape Canaveral (KSC) Kennedy Űrközpontból, a LC39–B (LC – Launch Complex) jelű indítóállványról emelkedett a magasba. Az orbitális pályája 91,8 perces, 28,9 fokos hajlásszögű, elliptikus pálya perigeuma 361 kilométer, az apogeuma 366 kilométer volt. Felszálló tömeg indításkor 118 441 kilogramm, leszálló tömeg 87 296 kilogramm. Szállított hasznos teher felszálláskor/leszállásnál 20 833 kilogramm
Az Atlantis három hónapot töltött a javító bázison – Orbiter Processing Facility (HOP–2), miután az STS–27 jelű küldetéséből visszatért bázisára. Kicserélték az összes sérült hővédelmi (TPS) csempét. Az  eredeti, április 28-as indulással szemben (technika, meteorológia, Föld – Vénusz kapu) május 4-én tudott startolni. Május 7-én technikai okok miatt – első alkalom az űrrepülések során – a tartalék számítógépre kellett átállni. A számítógép cser befolyásolta a kutatási, kísérleti folyamatokat, az űrrepülőgép nem tudott magasabbra emelkedni (a szükséges manőverező hajtómű [OMS] nem indult). Probléma keletkezett a vízellátással, ami befolyásolta az ételek elkészítését.

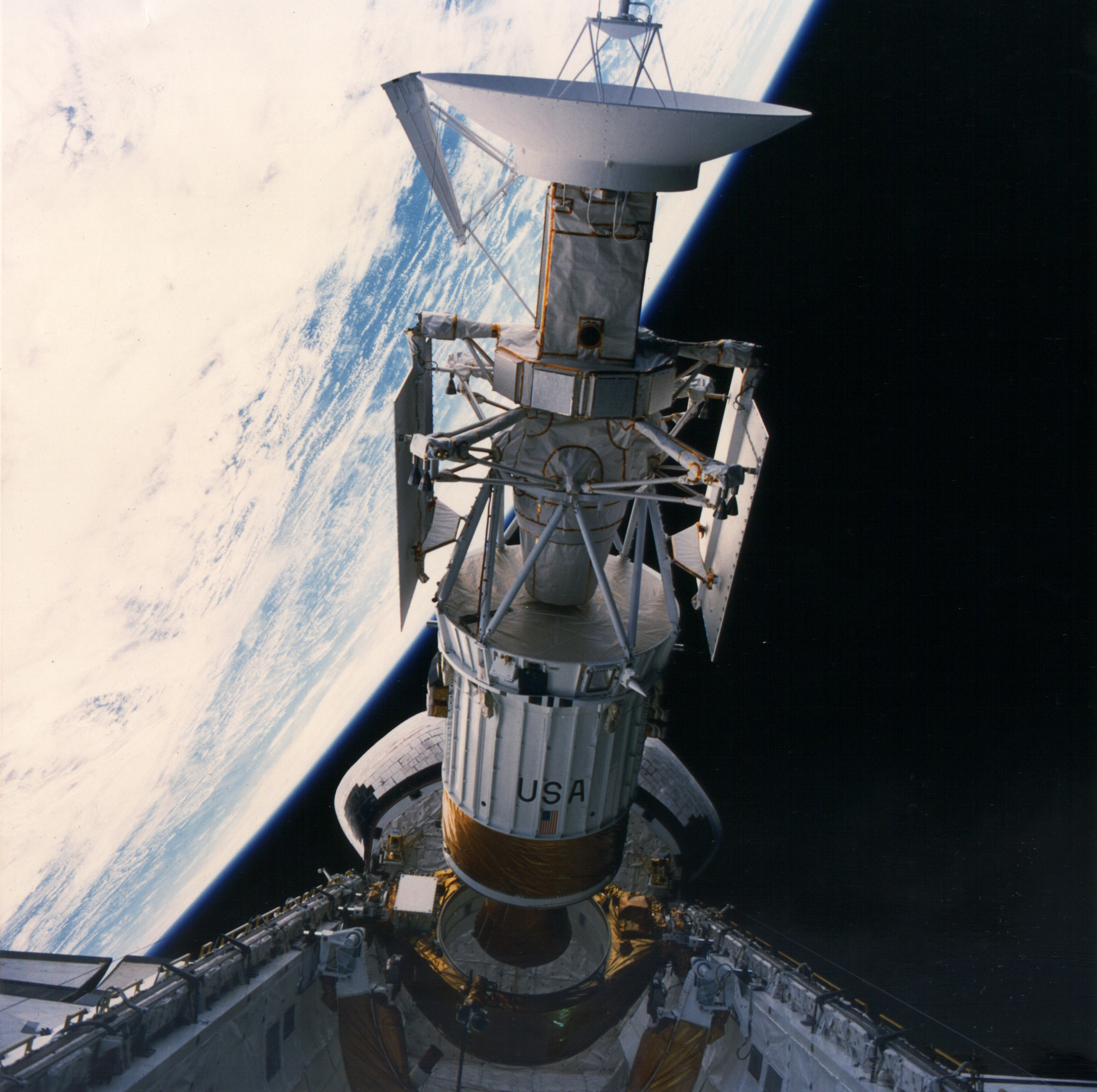
A Magellan űrszonda elhagyja az Atlantis rakterét

## Hasznos teher
1. Lightning Experiment (MLE) – éjszakai képek (film, fotó) a villámlásokról, felhőzetekről,
2. FEA–2 – egy moduláris mikrogravitációs kémiai és fizikai laboratórium anyagok feldolgozására. A műveleteket egy 8 milliméteres kamera rögzítette.
3. Air Force Maui Optikai Site (AMOS) – adatgyűjtés az űrrepülőgépre ható tényezőkről.
4. Hasselblad kamerát fénykép helyett papír alapú rögzítést alkalmaztak, ami a feladatvégzés közben elakadt.
5. Orvosi vizsgálatokat segítő mérőeszköz meghibásodott.

### Műhold
A tehertérben rögzített kommunikációs műholdakat a Canadarm (RMS) manipulátor kar segítségével pályairányba állították. A műhold pályairányba állítását követően az űrrepülőgép 13-16 kilométerre eltávolodott. A műholdat a 60 perc múlva, automatikusan induló PAM–D főmotor sikeresen geoszinkron pályába emelte.

#### Magellan űrszonda
Az űrrepülőgép szolgálati magasságba érését követően (6 óra 14 perccel) a legénység üzemképes állapotban pályairányba állította a Magellan űrszondát, amely 15 hónapos bolygóközi utazást követően sikeresen pályára állt a Vénusz bolygó körül, megkezdve 4 évig tartó tudományos méréssorozatát. Az űrszonda pozícióját az Inerciális Upper Stage (IUS) határozta meg. Biztosítva a  háromdimenziós koordináta rendszer stabilitását (giroszkóp), az egyes tengelyekre szerelt gyorsulásmérők számítógépes értékelése adott segítséget a pályairányba tartásra. A 11 éve tartó küldetési programban a Magellan volt az első planetáris űreszköz, amit szállított/pályairányba állított.

#### Negyedik nap
1989. május 8-án Kaliforniában az Edwards légitámaszponton (AFB) szállt le. Összesen 4 napot, 0 órát, 56 percet és 28 másodpercet töltött a világűrben. 2 706 912 kilométert (1 477 500 mérföldet) repült, 65 alkalommal kerülte meg a Földet. Egy különlegesen kialakított Boeing 747 tetején május 15-én visszatért kiinduló bázisára.

## Személyzet
(zárójelben a repülések száma az STS–30-cal együtt)
- David Walker (2), parancsnok
- Ronald Grabe (2), pilóta
- Norman Thagard (3), küldetésfelelős
- Mary Cleave (2), küldetésfelelős
- Mark Lee (1), küldetésfelelős

### Visszatérő személyzet
- David Mathieson Walker (2), parancsnok
- Ronald John Grabe (2), pilóta
- Norman Earl Thagard (3), küldetésfelelős
- Mary Louise Cleave (2), küldetésfelelős
- Mark Lee (1), küldetésfelelős